# Герб на Сърбия
Гербът на Сърбия се появява за първи път по времето на цар Стефан Душан, на чиито печати има изобразен двуглав орел, а също и на деспот Йоан Оливер.
По-късно по времето на династиите на Лазаревичите и Бранковичите в сборника на Улрих Райхентал (Ulrich Reichental) и Конрад Грюненберг (Konrad Grünenberg) сръбският герб е представен като двуглав златен орел на червено поле. Според Павел Ритер-Витезович – Христофор Жефарович гербът на Сърбия е сребърен кръст на червено поле с по едно сребърно огниво във всеки ъгъл на кръста. Мавро Орбини сочи същия герб с огнива, но поставен на гърдите на едноглав орел с корона и го представя като герб на крал Вълкашин Мърнявчевич. Официално този герб се употребява през трийсетте години на 18 век като герб на карловацката митрополия и е утвърден от императрица Мария Тереза на 17 май 1777 г., а кръстът с огнивата се разпространява широко сред сръбския народ като национален герб. И днес този кръст с огнива е герб на Сръбската патриаршия. В щита на герба на Войводина от 1848 и 1861 г. е изобразен сребърен кръст на червено поле с огнива във всеки ъгъл на кръста.
За държавен герб по времето на княз Милош Обренович е утвърден кръстът с огнивата. В чл. 4 от Конституцията от 1835 г. е описан така: „Народният сръбски герб представлява кръст на червено поле, а между краката на кръста по едно огниво. Гербът е опасан със зелен венец отдясно, а отляво с маслинови листа“.
След утвърждаването на Кралство Сърбия е променен и сръбският държавен герб и чл. 2. Конституцията от 21 декември 1888 г. гласи така: „Гербът на Кралство Сърбия е двуглав бял орел на червен щит. Над главите на двуглавия бял орел стои кралска корона. На гърдите на орела е гербът на Княжество Сърбия: бял кръст на червен щит с по едно огниво във всеки ъгъл на кръста“. Подобно е и описанието на герба в Конституцията от 6 април 1901 и 5 юни 1903 г.

## Галерия
- Княжество Сърбия (1835 – 1882)
- Кралство Сърбия (1882 – 1918)
- Кралство Югославия (1918 – 1944)
- СР Сърбия (1947 – 1992) и Сърбия в състава на Съюзна република Югославия и Сърбия и Черна гора (1992 – 2004)
- Герб на Съюзна република Югославия (1992 – 2003) и Сърбия и Черна гора (2003 – 2006)
- Герб на Сърбия (2004 – 2010)
- Герб на Сърбия (2010 – ?)